# True Blue
True Blue는 미국의 싱어송라이터 마돈나의 두 번째 정규 앨범으로 시어 레코드를 통해 1986년 6월 30일 발매되었다.

## 수록곡
| #             | 제목                              | 작사·작곡                        | 재생 시간 |
| ------------- | --------------------------------- | -------------------------------- | --------- |
| 1.            | 〈Papa Don't Preach〉             | 브라이언 엘리엇, 마돈나          | 4:29      |
| 2.            | 〈Open Your Heart〉               | 마돈나, 가드너 콜, 피터 레이펄슨 | 4:13      |
| 3.            | 〈White Heat〉                    | 마돈나, 팻 레너드                | 4:39      |
| 4.            | 〈Live to Tell〉                  | 마돈나, 팻 레너드                | 5:51      |
| 5.            | 〈Where's the Party〉             | 마돈나, 스티븐 브레이, 팻 레너드 | 4:21      |
| 6.            | 〈True Blue〉                     | 마돈나, 스티븐 브레이            | 4:17      |
| 7.            | 〈La Isla Bonita〉                | 마돈나, 팻 레너드, 브루스 게이츠 | 4:02      |
| 8.            | 〈Jimmy Jimmy〉                   | 마돈나, 스티븐 브레이            | 3:55      |
| 9.            | 〈Love Makes the World Go Round〉 | 마돈나, 팻 레너드                | 4:33      |
| 총 재생 시간: | 총 재생 시간:                     | 총 재생 시간:                    | 40:25     |

## 차트 및 인증
| 차트                     | 최고 순위 |
| ------------------------ | --------- |
| 오스트레일리아 앨범 차트 | 1         |
| 오스트리아 앨범 차트     | 2         |
| 캐나다 앨범 차트         | 1         |
| 덴마크 앨범 차트         | 29        |
| 네덜란드                 | 1         |
| 유러피안 탑 100 앨범     | 1         |
| 프랑스 앨범 차트         | 1         |
| 독일 앨범 차트           | 1         |
| 이탈리아 앨범 차트       | 1         |
| 일본 오리콘 앨범 차트    | 2         |
| 뉴질랜드 앨범 차트       | 1         |
| 노르웨이                 | 2         |
| 스페인                   | 1         |
| 스웨덴 앨범 차트         | 2         |
| 스위스 앨범 차트         | 1         |
| 영국 음반 차트           | 1         |
| 미국 빌보드 200          | 1         |
| 미국 탑 알앤비/힙합 앨범 | 47        |

| 아르헨티나                                                                       | 4× 플래티넘 | 240,000x   |
| 오스트레일리아                                                                   | 4× 플래티넘 | 280,000^   |
| 브라질                                                                           | 골드        | 1,000,000  |
| 캐나다                                                                           | 다이아몬드  | 1,000,000  |
| 핀란드                                                                           | 플래티넘    | 53,912     |
| 프랑스                                                                           | 다이아몬드  | 1,353,500  |
| 독일                                                                             | 2× 플래티넘 | 1,000,000^ |
| 홍콩                                                                             | 플래티넘    | 15,000*    |
| 네덜란드                                                                         | 7× 플래티넘 | 300,000^   |
| 뉴질랜드                                                                         | 5× 플래티넘 | 75,000^    |
| 스페인                                                                           | 3× 플래티넘 | 300,000^   |
| 영국                                                                             | 7× 플래티넘 | 2,100,000^ |
| 미국                                                                             | 7× 플래티넘 | 7,000,000^ |
| *판매량을 기반으로 한 인증 ^출하량을 기반으로 한 인증 x정확히 명시되지 않은 인증 |             |            |

## 같이 보기
- 가장 많이 팔린 음반 목록